# HMAS Vendetta (D08)
El HMAS Vendetta fue uno de los tres destructores de la clase Daring construidos y operados por la Armada Real Australiana (RAN por sus siglas en inglés). El destructor fue construido por el astillero naval de Williamstown y entró en servicio el 26 de noviembre de 1958. Durante los primeros años de servicio, el Vendetta fue desplegado en la Reserva Estratégica del Lejano Oriente en múltiples ocasiones. En 1965 y 1966, el destructor llevó a cabo patrullas de disuasión durante la confrontación entre Indonesia y Malasia. Desde finales de 1969 hasta principios de 1970, el Vendetta fue asignado a operaciones de combate y se convirtió en el único buque de guerra construido en Australia que sirvió en un papel de bombardeo costero durante la Guerra de Vietnam.
El buque se sometió a una modernización de dos años, de 1971 a 1973, y en diciembre de 1974 fue uno de los trece buques de guerra de la RAN que participaron en la Operación Navy Help Darwin después de que el ciclón Tracy devastara Darwin. Se realizaron varios despliegues más en el Lejano Oriente, hasta 1978. 
El buque causó baja el 9 de octubre de 1979 y sirvió como repuesto de piezas para su buque gemelo HMAS Vampire. El Vendetta fue vendido finalmente para desguace en enero de 1987.

## Diseño y construcción
La Armada Real Australiana (RAN) ordenó inicialmente cuatro destructores de la clase Daring, que llevarían el nombre de los barcos de la "Flotilla de Chatarra" (Scrap Iron Flotilla en inglés) de la Segunda Guerra Mundial. Los barcos fueron modificados durante la construcción: la mayoría de los cambios se hicieron para mejorar la habitabilidad, incluida la instalación de aire acondicionado. El Vendetta y sus barcos gemelos fueron los primeros barcos totalmente soldados que se construyeron en Australia.
La clase Daring tenía un desplazamiento estándar de 2800 toneladas, que aumentaba a 3600 toneladas a plena carga. El Vendetta y sus gemelos tenían 120 m de eslora, con una manga de 13 m y un calado de 3,89 m en promedio, y de 4,42 m a plena carga. Su sistema de propulsión consistía en dos calderas Foster Wheeler, que alimentaban dos turbinas de engranajes de English Electric, que proporcionaban 54 000 CV (40 000 kW) a dos ejes de hélices.
El Vendetta podía navegar a más de 30 nudos, y tenía una autonomía de 3700 millas náuticas a 20 nudos. La dotación estándar de este buque estaba formada por 20 oficiales y 300 marineros.
El armamento principal del Vendetta consistía en seis cañones de 4,5 pulgadas montados en tres torretas gemelas, dos a proa y una a popa, con una cadencia de tiro máxima de 16 disparos por minuto por cañón o 96 disparos por minuto en total. Su equipo antiaéreo consistía en seis cañones Bofors de 40 mm; dos montajes simples en la superestructura de proa y dos montajes gemelos en la superestructura de popa. Se instalaron cinco tubos lanzatorpedos de 21 pulgadas en una sola ubicación en cubierta, entre las superestructuras de proa y popa. Para la guerra antisubmarina, se llevaba un mortero antisubmarino Limbo en la cubierta de popa, desplazado a babor.
El Vendetta fue puesto en grada en el astillero naval de Williamstown, Melbourne, el 4 de julio de 1949. En 1950, ya era evidente que la clase Daring australiana no se completaría a tiempo, ya que los astilleros australianos estaban experimentando dificultades para mantenerse al día con el cronograma de construcción. El destructor fue botado el 3 de mayo de 1954 por la viuda de Héctor Waller, quien comandó la Flotilla de Chatarra (incluido el HMAS Vendetta original) durante la Segunda Guerra Mundial. El 18 de julio de 1958, en la primera ocasión en que el Vendetta activó sus motores durante las pruebas de construcción, el destructor embistió accidentalmente el muelle del astillero. La colisión se produjo cuando el marinero que tripulaba el telégrafo del motor transmitió incorrectamente una orden de "media popa" como "mitad adelante", y luego repitió el error cuando se repitió la orden para compensar el primer error. La proa del Vendetta dañó el muelle y amenazó con inundar el astillero con el HMAS Quickmatch en su interior. Una inundación controlada evitó daños en el Quickmatch o daños mayores en el Vendetta, pero las reparaciones de la proa del destructor retrasaron la finalización en tres meses.
El Vendetta fue puesto en servicio el 26 de noviembre de 1958. En el momento en que fue comisionado, el costo del barco aumentó de 2,6 millones de libras australianas a 7 millones. Solo se completaron tres barcos, Voyager, Vendetta y Vampire; El cuarto fue cancelado para ahorrar sobrecostes. Al igual que el destructor anterior, el Vendetta tomó su nombre del concepto de "vendetta", con la insignia del barco que representa una daga de estilete apretada en un puño, y el barco lleva el lema Vindico, que en latín significa "Me vengo".

## Historial de servicio

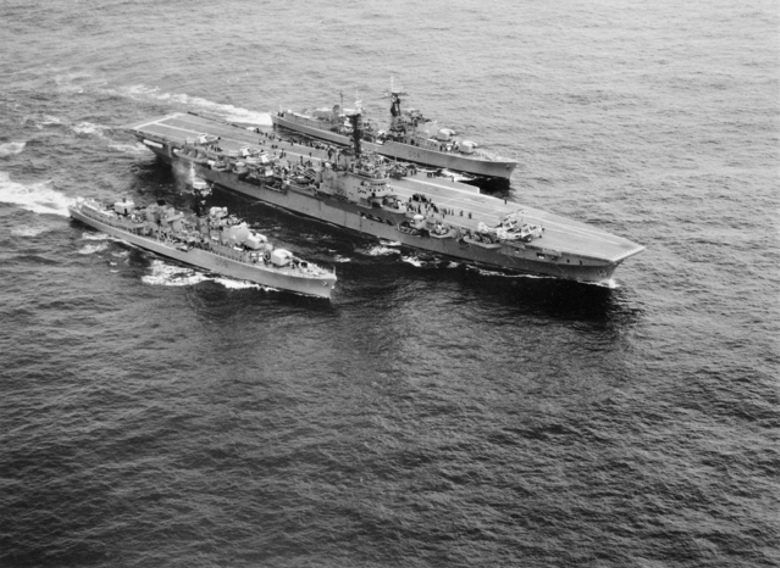
Vista aérea del portaaviones HMAS Melbourne y los destructores HMAS Vendetta y HMAS Voyager (1959)

### 1959-1969
En abril de 1959, el Vendetta operó en aguas neozelandesas, antes de visitar Nueva Guinea en junio. [10] Después de un reacondicionamiento, el Vendetta y la fragata Quickmatch navegaron a Singapur en octubre para un despliegue en la Reserva Estratégica del Lejano Oriente (FESR), que duró hasta julio de 1960. El Vendetta y la balandra de guerra Swan visitaron Tasmania en febrero de 1961 para la Regata Real de Hobart. El 19 de febrero, el Vendetta rescató a los pasajeros del buque Runic, de la Shaw Savill Line, que había encallado en el arrecife de Middleton. Cassells, Vic (2000) El destructor zarpó para su segundo despliegue FESR en abril. Durante el despliegue de seis meses, el Vendetta operó en ejercicios de la Organización del Tratado del Sudeste Asiático, visitó puertos en Borneo, Japón y Malasia, y representó a Australia en las celebraciones de la independencia de Filipinas. A su regreso, el destructor se sometió a un reacondicionamiento en Williamstown.
El Vendetta fue desplegado en Extremo Oriente en marzo de 1962 y regresó a Sídney a finales de junio. El destructor visitó Numea (Nueva Caledonia) en agosto, y luego participó en el ejercicio Tuckerbox al norte de Queensland. En noviembre, el Vendetta visitó Fremantle para los Juegos de la Commonwealth de 1962. Después de otro reacondicionamiento, comenzó el cuarto despliegue del destructor en la FESR el 9 de julio de 1963, cuando partió de Sídney con el Quiberon. Durante el despliegue, ambos buques participaron en el ejercicio SEATO Sea Dovetail, visitaron Japón y ayudaron a un carguero averiado con bandera de los Estados Unidos. El Vendetta y el Quiberon regresaron a Australia vía Guam y la isla de Manus el 20 de febrero, después de lo cual el Vendetta se dirigió a Williamstown para su reacondicionamiento.
El Vendetta regresó a la FESR a mediados de 1964, esta vez escoltando al portaaviones Melbourne, y permaneció en aguas del sudeste asiático hasta diciembre. Permaneció en el muelle durante la primera mitad de 1965 sometiéndose a reacondicionamientos, y el 11 de agosto zarpó para su sexta asignación en el Lejano Oriente, en compañía su buque homólogo, el Duchess. El 20 de septiembre, el Vendetta y el Duchess se encontraron con el transporte de tropas Sydney frente a la isla de Manus; el Sydney estaba en su segundo viaje de transporte de tropas a Vietnam del Sur. Los dos destructores acompañaron al Sydney a Vũng Tàu, donde llegaron el 28 de septiembre, y luego escoltaron al buque de tropas fuera de la zona de la Operación Market Time antes de partir hacia Hong Kong. En octubre, el Vendetta operó como destructor de guardia de aviones para el HMS Ark Royal. A finales de 1965 y principios de 1966, el destructor fue asignado a patrullas de disuasión en aguas del Borneo malayo y en el estrecho de Singapur como parte de la participación de la Commonwealth en la confrontación entre Indonesia y Malasia.
El Vendetta y el Duchess regresaron a Australia en marzo. El 20 de mayo, el destructor navegó hacia la bahía de Jervis tras el hundimiento de la draga W. D. Atlas, y pasó los dos días siguientes buscando supervivientes y cuerpos. El Vendetta volvió a participar como escolta del Sydney en mayo y junio de 1966, durante el cuarto viaje del buque de transporte de tropas. Este despliegue finalizó el 11 de junio, cuando el Vendetta y el Sydney llegaron a Hong Kong. El 3 de noviembre, el buque acudió en ayuda del submarino USS Tiru de la Armada de los Estados Unidos (US Navy), que había encallado en el arrecife Frederick. Después de que el submarino fuera reflotado, el Vendetta lo escoltó a Brisbane para reparaciones. El 5 de marzo de 1968, el Vendetta y el destructor Parramatta navegaron durante seis meses en Extremo Oriente en el séptimo despliegue de FESR del Vendetta. El destructor regresó a Australia en octubre. El destructor visitó Newcastle (Nueva Gales del Sur) para el Día de Australia (26 de enero) de 1969, y operó en aguas de Nueva Zelanda durante mayo.

### Despliegue en Vietnam
En 1968, se constató de que la combinación de los requisitos de mantenimiento y otros despliegues operativos significaba que ninguno de los tres destructores de la clase Perth construidos en Estados Unidos estaría disponible para servir en la Guerra de Vietnam una vez que el HMAS Brisbane completara su despliegue a finales de 1969. Se comenzó a sopesar la posibilidad del despliegue de un destructor de la clase Daring, con la principal preocupación de ser el suministro de proyectiles de 4,5 pulgadas (110 mm), ya que los destructores de la USN estaban estandarizados a proyectiles de 5 pulgadas (130 mm). Después de recibir garantías de la Armada de los Estados Unidos de que cualquier problema logístico relacionado con los suministros australianos, incluidas las municiones, era "simplemente un problema que debía superarse", el Vendetta fue comisionado para el despliegue en noviembre de 1968, ya que era el único buque disponible de la clase Daring o River. La decisión de enviar al Vendetta significaba que el despliegue constante de un buque de guerra australiano con la Séptima Flota de los Estados Unidos desde marzo de 1967 continuaría, y se darían pasos para romper un tradicional trato de favor dentro de la RAN que favorecía a los más modernos buques y tripulaciones de la clase Perth.
El 15 de septiembre de 1969, el Vendetta partió de Australia hacia Vietnam del Sur, y relevó al Brisbane en Súbic el 26 de septiembre. Mientras estaba desplegado en Vietnam, el destructor fue puesto bajo el control administrativo del Comandante de las Fuerzas Australianas de Vietnam, además del Mando de la Flota Australiana, mientras que operativamente, estaba bajo el mando de la Séptima Flota. Un teniente de la Armada de los Estados Unidos fue asignado a Vendetta para servir como enlace. Australia fue la única nación aliada que proporcionó apoyo naval a la Armada de los Estados Unidos durante la Guerra de Vietnam. Las principales actividades del destructor fueron la provisión de apoyo naval de fuego para ayudar a las fuerzas terrestres, en particular a las unidades del Cuerpo de Marines de los Estados Unidos que operaban más cerca de la Zona Desmilitarizada de Vietnam. Por lo general, siete barcos estaban estacionados en la "línea de fuego", y los ataques se dividían en dos categorías: bombardeos "no detectados" de áreas donde se sabía o se creía que estaban las fuerzas e instalaciones del Ejército Popular de Vietnam o del Viet Cong (VC), y misiones de fuego "detectadas" en apoyo directo de las tropas terrestres. En este papel, al Vendetta se le asignó el indicativo Premier.
El 30 de septiembre, el HMAS Vendetta zarpó para una misión de cañonera en Đà Nẵng. Mientras estaba en ruta, el destructor fue reabastecido por un petrolero de la USN, pero hubo problemas debido a la incompatibilidad entre las líneas de combustible estadounidenses y las tomas británicas, junto con que la presión de bombeo estándar era demasiado alta para que el sistema del Vendetta la soportara; la primera de las numerosas dificultades experimentadas por el buque de diseño británico que operaba con una fuerza estadounidense. El mal tiempo hizo que el barco no llegara al puerto de Đà Nẵng hasta el 2 de octubre, comenzando las misiones de apoyo de fuego naval un día después. Después de un tiempo en Đà Nẵng, el barco navegó hacia el área de operaciones del II Cuerpo y continuó con las tareas de línea de artillería hasta el 24 de octubre.
El Vendetta navegó a Singapur para su mantenimiento, y luego reanudó sus tareas de cañoneo el 9 de noviembre, asignado a la zona del III Cuerpo. El Vendetta se trasladó al norte a la zona del I Cuerpo dos días después, y luego bajó al II Cuerpo el 16 de noviembre. A finales de noviembre, el destructor navegó a Taiwán para su rebarrileado y otros mantenimientos. El Vendetta regresó a la línea de fuego el 21 de diciembre, y el 1 de enero de 1970 fue llamado para ayudar en las Operación Market Time abriendo fuego contra dos pequeñas embarcaciones sospechosas de abastecer a las posiciones del Vietcong.
El 17 de enero, el Vendetta se vio obligado a navegar a Hong Kong para reparar las calderas. Al regresar el 17 de febrero, el destructor fue asignado al III Cuerpo y operó frente a Vũng Tàu en apoyo de las unidades australianas y survietnamitas. Cuatro días después, Vendetta fue reasignado al II Cuerpo. El 6 de marzo, el buque abandonó la línea de cañones para que dos de sus torretas fueran relanzadas al Súbic, y luego regresó al servicio el 13 de marzo. El destructor navegó a Súbic el 23 de marzo, y fue relevado por el HMAS Hobart el 30 de marzo, después de haber disparado 13.295 proyectiles de 4,5 pulgadas contra 751 objetivos en cinco despliegues.
El destructor fue el único buque de guerra construido en Australia que sirvió como combatiente en Vietnam, y el único destructor de la clase Daring que se desplegó operativamente en el papel de bombardeo costero. El despliegue del Vendetta en Vietnam bajo el nuevo Pabellón Blanco australiano, y las patrullas durante la Confrontación Indonesia-Malasia bajo la antigua enseña (idéntica a la británica), hicieron del destructor uno de los dos únicos buques de la RAN en desplegarse operativamente bajo ambos pabellones. Las condecoraciones de personal para el despliegue incluyeron un nombramiento como Oficial de la Orden del Imperio Británico, dos Menciones en Despachos y 16 menciones de la Junta Naval.

### 1970-1979
El Vendetta zarpó para un despliegue de FESR en septiembre de 1970. Escoltó al buque de tropas Sydney por tercera y última vez durante el decimoséptimo viaje del primer portaaviones: el Vendetta se encontró con el transporte frente a Manila a finales de octubre, con los dos barcos en Vietnam durante el 31 de octubre y el 1 de noviembre. Durante noviembre, el destructor visitó puertos en la India, antes de regresar a Hong Kong para Navidad. Regresó a Sídney en abril de 1971, y después de participar en ejercicios de entrenamiento y un crucero en aguas del norte de Australia, llegó a Williamstown el 29 de septiembre para su reacondicionamiento de modernización de media vida. La modernización costó 20 millones de dólares americanos. Se reemplazó el sistema de control de fuego, se instaló un radar aéreo de largo alcance y se modificó la superestructura, incluido un techo para el puente. El Vendetta volvió a entrar en servicio el 2 de mayo de 1973.
De marzo a julio de 1974, el Vendetta fue desplegado de nuevo en el Lejano Oriente. [32] En octubre, el destructor representó a la RAN en las celebraciones del centenario de la cesión de Fiyi al Reino Unido. [32] Tras la destrucción de Darwin por el ciclón Tracy en diciembre de 1974, el Vendetta fue uno de los trece buques de la RAN desplegados como parte de la misión de ayuda humanitaria Operación Navy Help Darwin.
El destructor zarpó el 27 de diciembre de Sídney y llegó el 3 de enero, con grupos de tierra asignados principalmente a la zona de Nightcliff (Territorio del Norte). El destructor permaneció en la zona hasta finales de enero. A mediados de 1975, el Vendetta operó en el Lejano Oriente.
En agosto de 1975, tras las tensiones entre Indonesia y la antigua colonia portuguesa de Timor Oriental (que se acumularon en la invasión indonesia en diciembre), el Vendetta, el Vampire y el buque de suministros HMAS Supply estuvieron alertados en Darwin en caso de que fueran necesarios para una eventual evacuación de ciudadanos australianos o refugiados timorenses, aunque no llegó a ser necesario.
La mayor parte de 1976 se dedicó al mantenimiento en Williamstown. En 1977, el Vendetta fue desplegado en el Extremo Oriente. En 1978 se realizó otro despliegue, a partir de julio. Mientras estaba en ruta, el destructor visitó Honiara para participar en las celebraciones de la independencia de las Islas Salomón dentro de la Mancomunidad de Naciones.

## Baja del servicio y destino final
El Vendetta causó baja del servicio el 9 de octubre de 1979. Después de pasar un tiempo amarrado en las inmediaciones de Bradleys Head, durante el cual fue siendo canibalizado para piezas de repuesto para su buque gemelo Vampire. Finalmente, el destructor fue vendido para desguace. El Vendetta fue remolcado a su destino final en enero de 1987.
Después de una revisión del sistema de honores de batalla de la RAN, completada en marzo de 2010, el servicio del Vendetta fue reconocido con los honores de batalla "Malasia 1964-66" y "Vietnam 1969-70".